# Graafschap Empúries
Het graafschap Empúries was de tweede belangrijkste bestuurlijke eenheid van het prinsdom Catalonië die een enclave in het Graafschap Barcelona vormde. In 1409 schrijft Martinus I van Aragón “Considerato quod Comitatus jam dictus est a Comitatu Barcinone et in Catalonia Principatus, secundus, insignis, fertilis”
Het gebied in de vruchtbare vlakte van de Ter, de Muga en de Fluvià met strategische havens in de baai van Roses was al van in de fenicische tijd belangrijk. De Grieken en de Romeinen hadden er de havenstad Emporion ontwikkeld, waarvan de naam verder leeft in die van het graafschap. In 785 hebben de Franken het gebied van de Arabieren heroverd en werd het eerst bij het Graafschap Girona ingedeeld. Omstreeks 813 werd het een zelfstandig gebied, en vier jaar later werd het met Graafschap Rosselló (ongeveer de huidige Roussillon, nu bij Frankrijk) verenigd. Binnen het graafschap is het klooster van  Sant Pere de Rodes een belangrijk centrum van cultureel en geestelijk leven geweest.
Tot in 895 is het een leengoed van de Frankische koningen, daarna wordt het onafhankelijk. Omstreeks 859 verlaten de graven de residentiestad Empúries die na de invallen van de Vikingen onbewoonbaar was geworden. Onder Gausfred I van Empúries en Rosselló begint de bouw van een nieuwe residentiestad in Castelló d'Empúries. Bij zijn overlijden in 991 wordt het graafschap Empúries-Rosselló bij testament verdeeld tussen zijn beide zonen.
Na de dood van graaf Jan I, gaat het in 1398 over op diens zoon Jan II, en in 1401 aan zijn broer Peter II die veertig dagen later sterft, ofschoon de koning, Maarten I van Aragon die de rechten van beide zoons van Jan I echter nooit erkend had. Bij gebrek aan opvolgers kwam het leengoed terug in de handen van de kroon.  Maarten gaf zijn vrouw de titel van Gravin van Empúries. Hij verpandde hele stukken aan de Generalitat de Catalunya (waaronder Sant Martí d'Empúries, Garriguella, Llançà, Roses en Cadaqués) en de rest aan de stad Barcelona, ofschoon hij in name soeverein bleef. Koning Alfons V van Aragon benoemt infant Hendrik van Aragon tot graaf. In 1455 neemt de stad Barcelona afstand van de rechten wegens de verpanding in 1457 krijgt Hendrik II van Aragon en Pimentel de titel.
Sedertdien is de titel graaf van Empúries voornamelijk een eretitel geworden, die tot op vandaag bestaat binnen het huis Medinaceli. Ondanks de vele peripetieën zijn veel van de archieven van het graafschap tot op heden bewaard gebleven en bevinden zich in het Archivo Ducal Medinaceli in Sevilla.

## Enkele graven
- Ermenguer of Ermengar van Empúries (813-817)
- Gaucelm van Rosselló (817–832)
- De gebroeders Sunyer II en Delà van Empúries (862-915)
- Berengar van Toulouse (832-835)
- Willem van Septimanië (848-850)
- Gausfred I van Empúries en Rosselló (931-991)
- Ramon Berenguer van Empúries (1341-1364)
- Jan I van Empúries (1364-1386)
- Hendrik van Aragón
- Peter IV van Empúries (1611-1690)